# Bacopa caroliniana
Bacopa caroliniana är en grobladsväxtart som först beskrevs av Thomas Walter, och fick sitt nu gällande namn av B.L. Robins.. Bacopa caroliniana ingår i släktet tjockbladssläktet, och familjen grobladsväxter. Inga underarter finns listade i Catalogue of Life.

## Bildgalleri

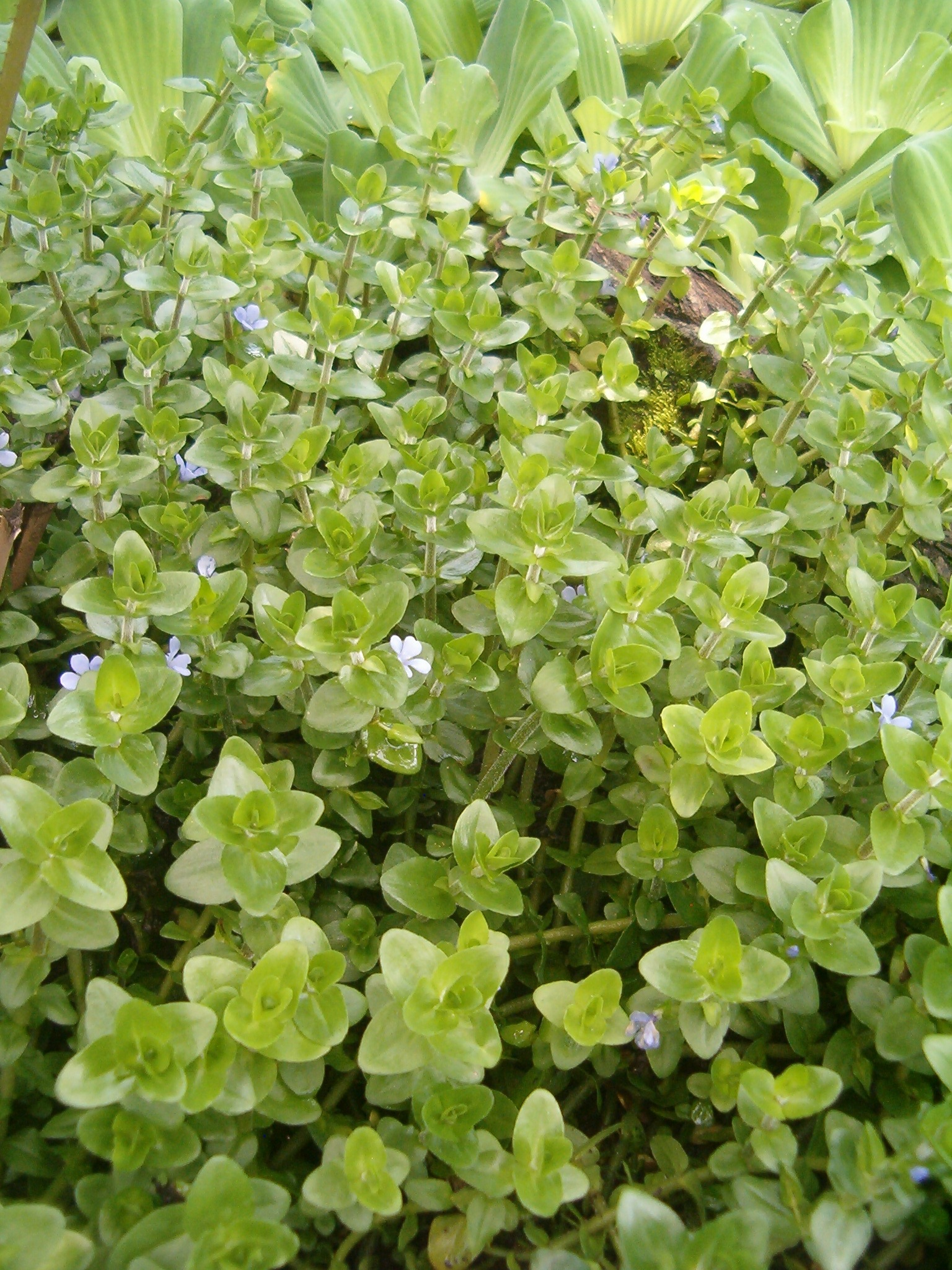
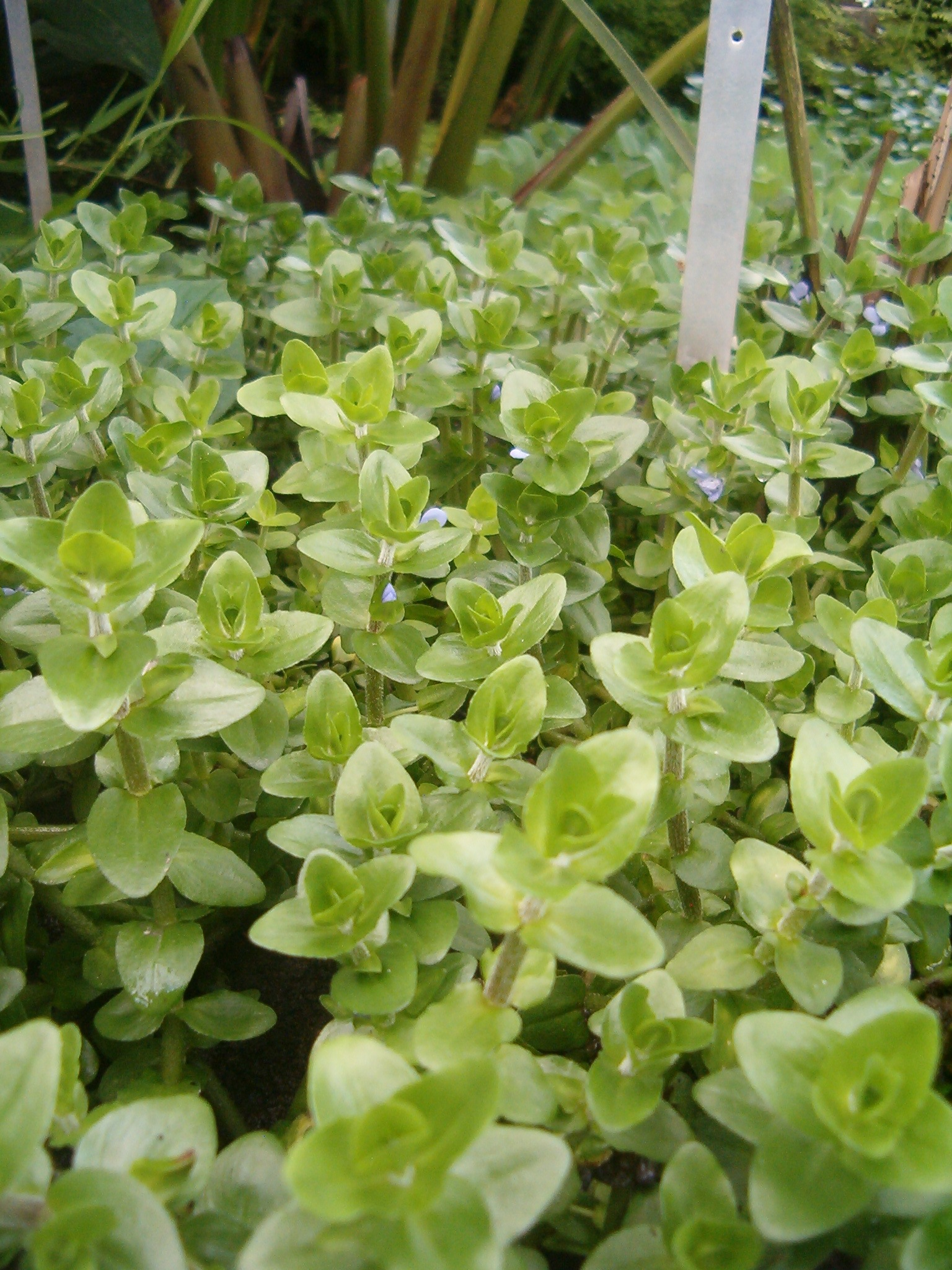
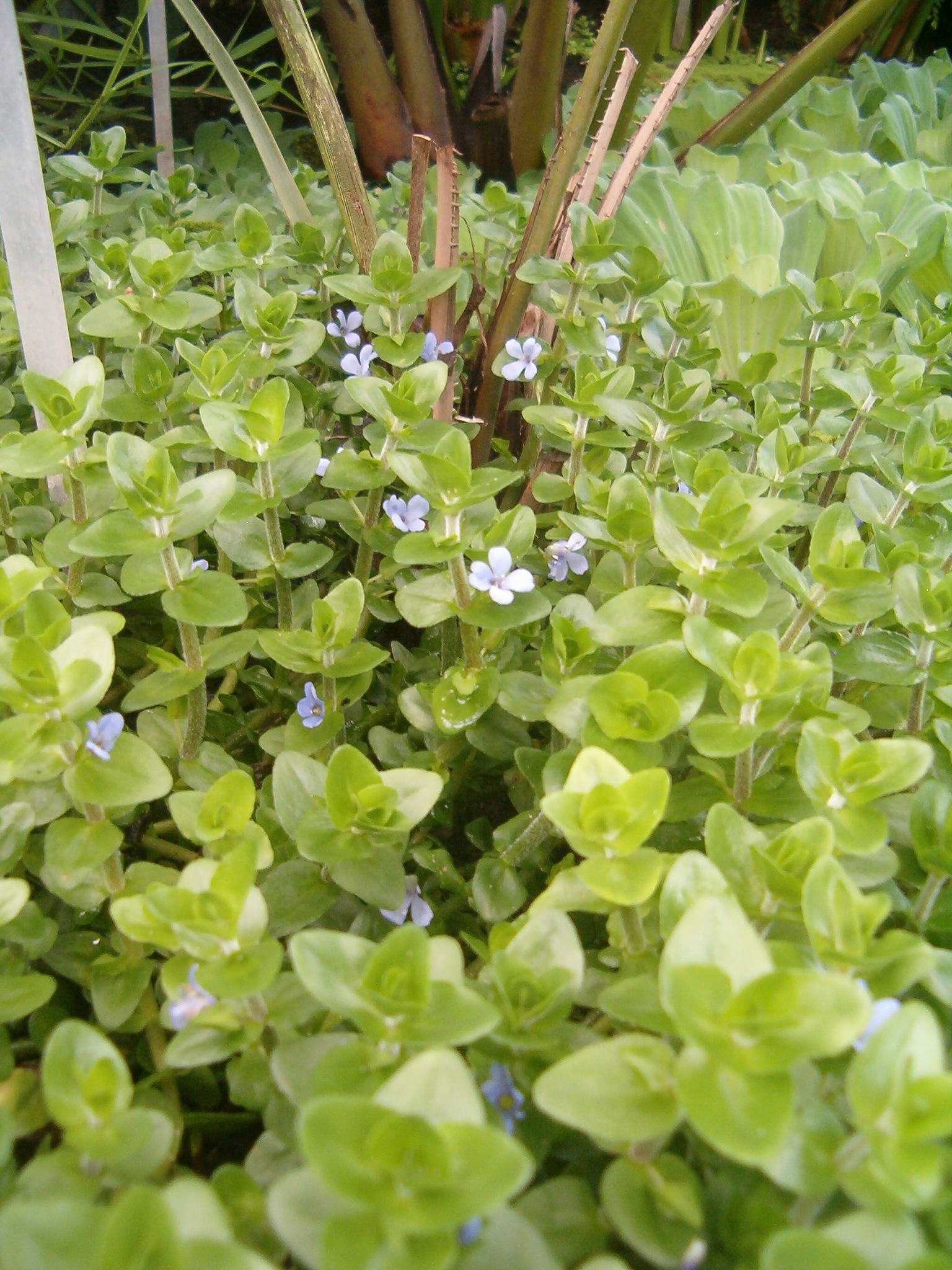
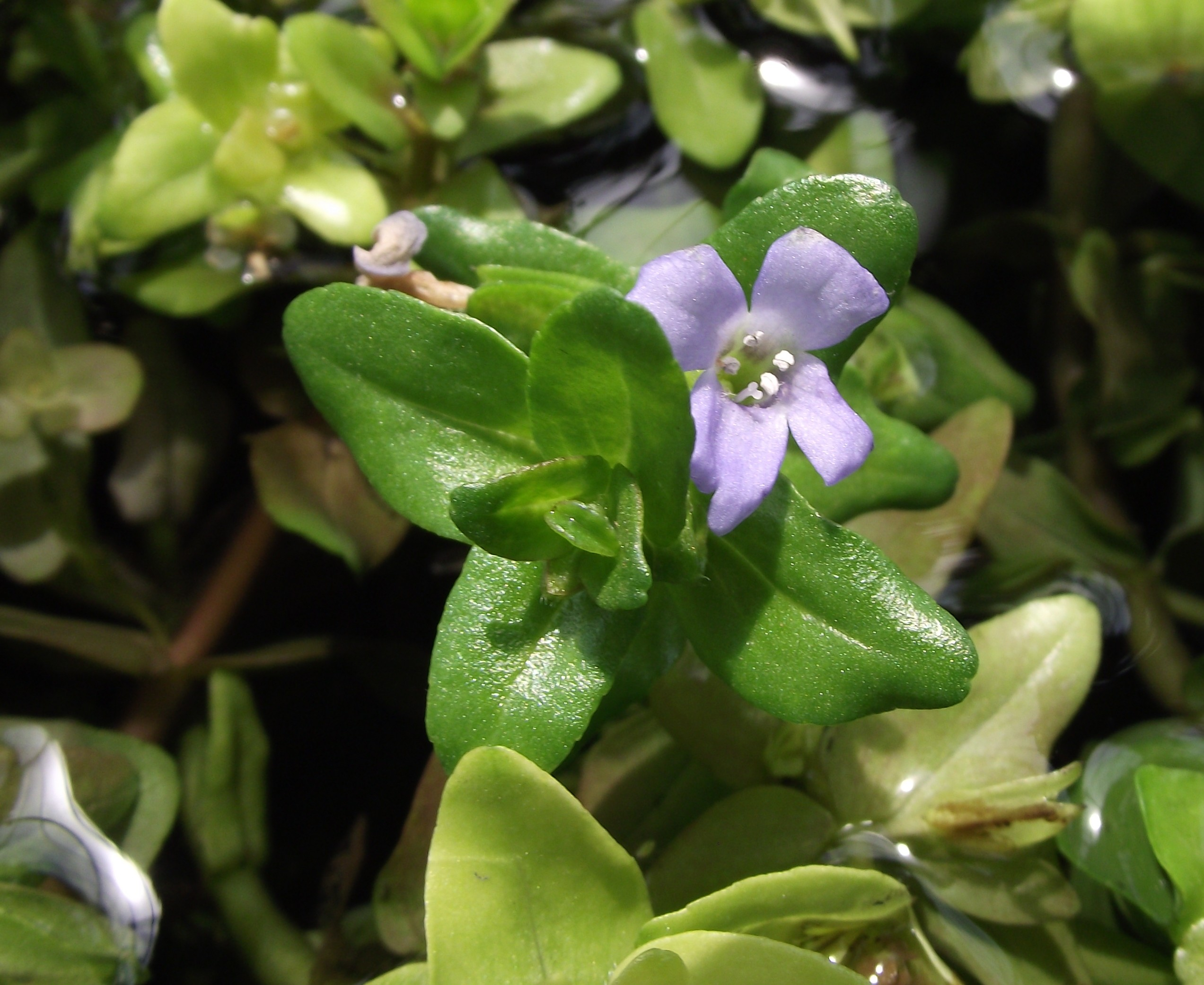